# Desa Situsari (administrativ by i Indonesien, lat -6,43, long 107,02)
Desa Situsari är en administrativ by i Indonesien.   Den ligger i provinsen Jawa Barat, i den västra delen av landet, 30 km sydost om huvudstaden Jakarta.